# 42-й окремий мотопіхотний батальйон «Рух Опору»
42-й окремий мотопіхотний батальйон (42 ОМПБ, в/ч А4472, пп В4750) — підрозділ у складі Збройних сил України, створений 17 червня 2014 року як 42-й батальйон територіальної оборони «Рух Опору» з добровольців Кіровоградської області. Пізніше[коли?] батальйон було перейменовано на «Воля», оскільки назву «Рух опору» мала також політична організація.
Батальйон брав активну участь в боях на таких напрямках: Іловайськ, Савур-Могила, Краматорськ, Зайцеве, Дебальцеве, правий берег Херсонщини, Бахмут,  Куп’янськ, Вовчанськ.
Перший командир батальйону - капітан першого рангу Юрій Олефіренко (2014).

## Створення
У відповідності до розпоряджень Кабміну, Кіровоградською обласною державною адміністрацією у 2014 році розпочалося створення батальйонів територіальної оборони. Було створено три батальйони територіальної оборони Кіровоградської області: 17-й батальйон територіальної оборони, 34-й батальйон територіальної оборони, а також 42-й батальйон територіальної оборони, який складався з 644 осіб.
Новостворений 42-й батальйон спочатку отримав назву «Рух Опору», а пізніше змінив її на «Воля».
Більшість вояків підрозділу були професійними військовими різного віку, що мали досвід бойових дій у миротворчих місіях у різних країнах світу. До формування і бойового злагодження батальйону долучився капітан першого рангу Юрій Олефіренко, що на той час перебував у запасі, проте як доброволець повернувся до лав Збройних сил України. Пізніше у Кропивницькому на честь Юрія Олефіренка було названо вулицю.

## Діяльність підрозділу
На початку серпня 2014 року 42-й батальйон був відряджений до Краматорська охороняти аеродром. Частину підрозділу відправили на Савур-Могилу.
27 серпня 2014 року загін 42-го батальйону чисельністю у 90 чоловік перекинули вертольотами з Краматорська в район Докучаєвська, де посилили двома одиницями БМП. Загін мав зустрітися з ротно-тактичною групою 92-ї механізованої бригади в районі селища Колоски, після чого мала відбутися спроба деблокувати оточені під Іловайськом українські сили. Зведений загін батальйону так і не зустрівся з 92-ю бригадою, — у ніч з 27 на 28 серпня зазнав артилерійських обстрілів, після чого зранку 28 серпня був розгромлений десантниками збройних сил РФ. Загинули Євген Мельничук, Володимир Татомир та Максим Харченко, а більшість бійців загону потрапили до полону.
25-26 січня 2015 року бійці батальйону вели важкі бої, захищаючи висоту 307,5 «Валера» під Санжарівкою у битві за Дебальцеве.
З початку повномасштабного вторгнення російських окупаційних військ у лютому 2022 року 42-й батальйон брав участь у бойових діях на таких напрямках: Трьохізбенка (поблизу Щастя у Луганській області), потім до червня 2022 року - Сєвєродонецьк, Лисичанськ (Луганська область). 
З кінця серпня до жовтня 2022 року підрозділ брав участь у звільненні низки населених пунктів на правобережжі Херсонської області, з грудня 2022 здійснював оборону міста Бахмут та Часового Яру (Донецька область). Пізніше батальйон захищав Куп’янськ, а з 10 травня 2024 року - Вовчанськ Харківської області.

## Переформатування
У серпні 2014 року на базі  кіровоградських 17-го, 34-го та 42-го батальйонів була створена 57-ма окрема мотопіхотна бригада.
А вже у листопаді 2014 року 42-й батальйон територіальної оборони був переформатований у 42-й окремий мотопіхотний батальйон 57-ї окремої мотопіхотної бригади.

## Командування
Командирами 42-го батальйону у різні роки були:
- капітан першого рангу Юрій Борисович Олефіренко (2014, перший комбат);[7][6]
- підполковник Костянтин Вікторович Заіченко (2014 - 2015);[11][10][12]
- підполковник Олександр Миколайович Олійник (2015 - 2017);
- підполковник Ігор Миколайович Степанов (2017 - 2018);
- підполковник Андрій Миколайович Швець (2018);
- підполковник Сергій Володимирович Авер'янов (2018 - 2022);
- підполковник Дмитро Віталійович Євтушенко (2022 - 2023);
- майор Дмитро Миколайович Чабанов (з 2023 року по теперішній час).